# Луций Менений Ланат
Луций Менений Ланат (лат. Lucius Menenius Lanatus; V век до н. э.) — римский политический деятель, консул 440 года до н. э.
Луций Менений принадлежал к патрицианскому роду Менениев. Его отец был консулом в 477 году до н. э., брат — в 452 году, сын — в 439 году.
Коллегой Луция Менения по консульству был Прокул Геганий Мацерин. По данным Тита Ливия, 440 год до н. э. был мирным, но зато начался сильный голод. Меры властей по борьбе с ним оказались недостаточно эффективными. Всадник Спурий Мелий закупил в Этрурии хлеб на свои деньги и организовал раздачи голодающим, из-за чего его заподозрили в стремлении к царской власти. Но эта проблема была решена уже в следующем году.